# Chino Hills
Chino Hills és una població dels Estats Units a l'estat de Califòrnia. Segons el cens del 2005 tenia 80.897 habitants.

## Demografia
Segons el cens del 2000, Chino Hills tenia 66.787 habitants, 20.039 habitatges, i 17.073 famílies. La densitat de població era de 575,5 habitants/km².
Dels 20.039 habitatges en un 53,8% hi vivien nens de menys de 18 anys, en un 72,6% hi vivien parelles casades, en un 8,5% dones solteres, i en un 14,8% no eren unitats familiars. En el 10,8% dels habitatges hi vivien persones soles l'1,6% de les quals corresponia a persones de 65 anys o més que vivien soles. El nombre mitjà de persones vivint en cada habitatge era de 3,33 i el nombre mitjà de persones que vivien en cada família era de 3,61.
Per edats la població es repartia de la següent manera: un 32,9% tenia menys de 18 anys, un 7,4% entre 18 i 24, un 35,6% entre 25 i 44, un 19,9% de 45 a 60 i un 4,2% 65 anys o més.
L'edat mediana era de 32 anys. Per cada 100 dones de 18 o més anys hi havia 95,1 homes.
La renda mediana per habitatge era de 83.550 $ i la renda mediana per família de 81.794 $. Els homes tenien una renda mediana de 55.272 $ mentre que les dones 38.620 $. La renda per capita de la població era de 26.182 $. Entorn del 3,7% de les famílies i el 5,1% de la població estaven per davall del llindar de pobresa.

## Poblacions properes
El següent diagrama mostra les poblacions més properes.